# Etaxalus laterialbus
Etaxalus laterialbus är en skalbaggsart som beskrevs av Stefan von Breuning 1968. Etaxalus laterialbus ingår i släktet Etaxalus och familjen långhorningar. Inga underarter finns listade i Catalogue of Life.